# Георг Петерс
Георг Петерс (нім. Georg Peters; 3 березня 1888, Грайфсвальд — 9 вересня 1950) — німецький офіцер-підводник, корветтен-капітан резерву крігсмаріне.

## Біографія
7 квітня 1904 року вступив в кайзерліхмаріне. Учасник Першої світової війни. В серпні-вересні 1915 року пройшов курс підводника. З листопада 1915 по січень 1916 року служив на підводному човні SM U-25. В січні-вересні 1916 року пройшов старший штурманський курс в училищі палубних офіцерів. З листопада 1916 по лютий 1917 року служив на SM U-52. З квітня 1917 по листопад 1918 року — штурман SM U-96. Після війни до січня 1919 року перебував в розпорядженні дивізії підводних човнів. Подальша доля Петерса з лютого 1919 по березень 1938 року невідома. В квітні-червні 1938 року — вахтовий офіцер училища підводників в Кілі. З 24 червня 1938 року — командир U-8, з 5 вересня 1939 року — U-11, одночасно в червні липні 1940 року — U-6, з 23 березня 1943 року — U-A, з 15 квітня 1944 по 5 травня 1945 року — U-38. Всі човни Петерса були навчальними, тому він не здійснив жодного походу.

## Звання
- Штурман (1 січня 1917)
- Оберлейтенант-цур-зее служби комплектування (1 червня 1928)
- Капітан-лейтенант (1 серпня 1938)
- Корветтен-капітан резерву (1 липня 1943)

## Нагороди
- Почесний хрест ветерана війни з мечами
- Медаль «За вислугу років у Вермахті» 4-го і 3-го класу (12 років)